# 조선도로령
조선도로령(朝鮮道路令)은 일제강점기이던 1938년에 조선총독부에서 제정한 도로와 관련된 제령이다.
1938년 4월 4일에 조선총독부제령 제15호로 제정되어, 같은 해 12월 1일부터 시행에 들어갔다. 근대 이후의 대한민국 최초의 정식 도로법으로, 미군정기를 거쳐 대한민국 건국 수립 이후에도 계속 사용되어 왔다. 이후 1961년 12월 27일에 이를 대한민국의 실정에 맞게 재반영한 《도로법》이 새롭게 제정되면서 조선도로령은 1962년 1월 1일자로 폐지되었다.

## 도로와 그 부속물
제2조 1항에 따르면 도로의 부속물은 다음과 같이 규정하고 있었다.
- 도로를 접속하는 교량·세월·도선장 및 삭도
- 도로에 부속하는 지벽·암거·배수·측구·가로수·선반·도로원표·이정표·보수담당구역표·도로경계표 및 도로표지
- 도로에 근접하는 도로보수용재료의 상치장
- 위의 각 호 이외에 조선 총독이 도로의 부속물로 정한 것

## 종류와 등급
제11조에서 도로의 등급은 국도, 지방도, 부도, 읍면도의 4종으로 각각 나누고, 언급된 순서에 따라 등급을 기재하고 있었다. 각 도로의 구체적인 성격은 아래와 같다.

### 국도
제13조에 따라 국도의 노선은 다음과 같은 조건에서 하나라도 만족 할 경우 이를 조선총독이 인정하였다.
- 경성부에서 도청소재지·사단사령부소재지·여단사령부소재지·요새사령부소재지·요항부소재지 또는 개항에 달하는 노선
- 도청소재지·개항 또는 추요지·비행장 또는 철도역 상호간을 연결하는 노선
- 군사상 중요노선
- 경제상 중요노선

또한 제19조 1항에 따라 노선을 지정한 조선총독이 노선의 관리 권한도 보유하였다. 단, 제19조 2항에 따라 부내를 통과하는 국도의 노선은 총독이 아닌 부윤이 관리 권한을 보유하고, 부외의 국도에 대해서도 부·도에서 인정한 노선과 중복 될 경우에도 마찬가지로 도로의 관리 권한은 부윤이나 도지사에게 있었다.
제13조에 의거하여 1938년 12월 1일의 조선총독부 고시 제956호로 지정된 국도는 다음과 같다.
- 국도 제1호선 경성부산선 : 경성~경기도 이천~충주~함창(상주군 함창면, 현 상주시 함창읍)~상주~대구~경산~청도~밀양~진영(김해군 진영면, 현 김해시 진영읍)~김해~부산
- 국도 제2호선 경성신의주선 : 경성~개성~남천(평산군 남천읍)~서흥~사리원(봉산군 사리원읍)~평양~신안주~정주~양시(용천군 양하면)~신의주
- 국도 제3호선 경성목포선 : 경성~수원~천안~조치원(연기군 조치원읍, 현 세종특별자치시 조치원읍)~대전~진산(금산군 진산면)~전주~정주(현 정읍)~광주~나주~목포
- 국도 제4호선 경성웅기선 : 경성~의정부~김화~회양~원산~영흥~함흥~서호진(흥남시 서호동)~북청~단천~성진~길주~나남(청진시 나남본동)~청진~나진~웅기(경흥군 웅기읍)
- 국도 제5호선 경성청주선 : 경성~조치원간 3호선과 공유, 조치원~청주
- 국도 제6호선 경성춘천선 : 경성~가평~춘천
- 국도 제7호선 경성해주선 : 경성~개성간 2호선과 공유, 개성~배천(현 연백군 은천면)~연안(연백군 연안읍)~해주
- 국도 제8호선 경성진해선 : 경성~진영간 1호선과 공유, 진영~창원~진해(현 창원시 진해구)
- 국도 제9호선 경성인천선 : 경성~인천
- 국도 제10호선 경성군산선 : 경성~천안간 3호선과 공유, 천안~온양(아산)~홍성~장항(서천군 장항읍)~군산
- 국도 제11호선 경성여수선 : 경성~전주간 3호선과 공유, 전주~남원~순천~여수
- 국도 제12호선 전주부산선 : 전주~진안~안의(함양군 안의면)~거창~합천~창녕~영산(창녕군 영산면)~밀양, 밀양~부산간 1호선과 공유
- 국도 제13호선 광주부산선 : 광주~화순~순천~창원, 창원~진영간 8호선과 공유, 진영~부산간 1호선과 공유
- 국도 제14호선 광주대구선 : 광주~담양~남원~안의, 안의~합천간 12호선과 공유, 합천~고령~대구
- 국도 제15호선 대전대구선 : 대전~영동~김천~대구
- 국도 제16호선 청주춘천선 : 청주~음성~충주~원주~횡성~홍천~춘천
- 국도 제17호선 해주평양선 : 해주~재령~사리원, 사리원~평양간 2호선과 공유
- 국도 제18호선 평양춘천선 : 평양~수안~강원도 이천~평강~김화~화천~춘천
- 국도 제19호선 평양함흥선 : 평양~순천~맹산~영원~함주, 함주~함흥간 4호선과 공유
- 국도 제20호선 신의주함흥선 : 신의주~박천간 2호선과 공유, 박천~영변~덕천~영원, 영원~함주간 19호선과 공유, 함주~함흥간 4호선과 공유
- 국도 제21호선 부산원산선 : 부산~동래~울산~경주~포항~영덕~울진~강릉~고성~통천~덕원(문천군 덕원면), 덕원~원산간 4호선과 공유
- 국도 제22호선 목포순천선 : 목포~강진~보성~순천
- 국도 제23호선 전주군산선 : 전주~군산
- 국도 제24호선 대전장항선 : 대전~논산~부여~서천, 서천~장항간 10호선과 공유
- 국도 제25호선 청주장항선 : 청주~조치원간 5호선과 공유, 공주~부여, 부여~서천간 24호선과 공유, 서천~장항간 10호선과 공유
- 국도 제26호선 해주진남포선 : 해주~재령간 17호선과 공유, 재령~안악~진남포
- 국도 제27호선 평양진남포선 : 평양~진남포
- 국도 제28호선 평양원산선 : 평양~강동~양덕~원산
- 국도 제29호선 신의주다사도선 : 신의주~용천간 2호선과 공유, 용천~다사도
- 국도 제30호선 신의주혜산진선 : 신의주~초산~만포진(강계군 만포읍)~자성~중강진(자성군 중강면)~후창강구(후창군 후창면)~신갈파진(삼수군 신파면)~혜산진(혜산군 혜산읍)
- 국도 제31호선 혜산진회령선 : 혜산~무산~회령
- 국도 제32호선 라남회령선 : 나남~종성간 4호선과 공유, 종성~부령~회령
- 국도 제33호선 웅기회령선 : 웅기~회령
- 국도 제34호선 회령온성선 : 회령~종성~온성
- 국도 제35호선 웅기남양선 : 웅기~회령~행영(종성군 행영면)~경원~온성~남양(온성군 남양면)
- 국도 제36호선 경성송정리선 : 경성~김포
- 국도 제37호선 경성경성비행장선 : 경성~경성비행장
- 국도 제38호선 평양평양비행장선 : 평양~평양비행장
- 국도 제39호선 신의주신의주비행장선 : 신의주~신의주비행장
- 국도 제40호선 청진청진비행장선 : 청진~청진비행장
- 국도 제41호선 대구대구비행장선 : 대구~대구비행장
- 국도 제42호선 울산울산비행장선 : 울산~울산비행장
- 국도 제43호선 함흥선덕선 : 함흥~함주간 4호선과 공유, 함주~정평~선덕(정평군 선덕면, 현 함주군 선덕면)
- 국도 제44호선 회령경흥선 : 회령~행영~종성~아오지(경흥군 아오지읍)~경흥
- 국도 제45호선 회령경원선 : 회령~종성간 44호선과 공유, 종성~경원
- 국도 제46호선 행영온성선 : 행영~온성
- 국도 제47호선 웅기서수라선 : 웅기~경흥~서수라(경흥군 노서면)
- 국도 제48호선 경흥서수라선 : 경흥~서수라
- 국도 제49호선 경흥경흥교선 : 경흥~경흥교
- 국도 제50호선 신아산아산교선 : 경원~신아산교
- 국도 제51호선 경원류다도교선 : 경원~류다도교
- 국도 제52호선 온성온성대교선 : 온성~온성대교
- 국도 제53호선 부산진해선 : 부산~대저간 1호선과 공유, 대저~웅천~진해
- 국도 제54호선 대구통영선 : 대구~논공간 14호선과 공유, 논공(달성군 논공면, 현 대구광역시 달성군 논공읍)~창녕~마산~고성~통영
- 국도 제55호선 대구경주선 : 대구~해안간 41호선과 공유, 해안(달성군 해안면, 현 대구광역시 동구)~경주
- 국도 제56호선 대구영주선 : 대구~칠곡간 1호선과 공유, 칠곡~의성~안동~영주
- 국도 제57호선 상주삼천포선 : 상주~김천~거창, 거창~함양간 14호선과 공유, 함양~진주~삼천포(현 사천시)
- 국도 제58호선 함창영덕선 : 함창~점촌간 1호선과 공유, 점촌(문경군 점촌읍, 현 문경시)~예천~안동~영덕
- 국도 제59호선 광주완도선 : 광주~나주간 3호선과 공유, 나주~영암~해남~완도
- 국도 제60호선 충주울진선 : 충주~단양~영주~울진
- 국도 제61호선 충주삼척선 : 충주~제천~정선~삼척
- 국도 제62호선 경성강릉선 : 경성~미금간 6호선과 공유, 미금(양주군 미금면, 현 남양주시)~양평~횡성~강릉
- 국도 제63호선 수원원주선 : 수원~경기도 이천~여주~원주
- 국도 제64호선 춘천울진선 : 춘천~횡성간 16호선과 공유, 횡성~영월~봉화, 봉화~울진간 60호선과 공유
- 국도 제65호선 춘천간성선 : 춘천~인제~간성
- 국도 제66호선 김화고성선 : 김화~창도(김화군 창도면)간 4호선과 공유, 창도~말휘리(회양군 내금강면)~외금강(고성군 외금강면)~고성
- 국도 제67호선 해주맹산선 : 해주~신계~곡산~맹산
- 국도 제68호선 해주장연선 : 해주~장연
- 국도 제69호선 진남포장연선 : 진남포~안악간 26호선과 공유, 안악~은률~송화~장연
- 국도 제70호선 평양만포진선 : 평양~순천간 19호선과 공유, 순천~희천~강계~만포진
- 국도 제71호선 정주삭주선 : 정주~구성~삭주
- 국도 제72호선 원산초산선 : 원산~영흥간 4호선과 공유, 영흥~맹산~희천~초산
- 국도 제73호선 강계후창강구선 :강계~후창~후창강구
- 국도 제74호선 함흥만포진선 : 함흥~하갈우(장진군 장진면)~강계~만포진
- 국도 제75호선 함흥중강진선 : 함흥~장진간 74호선과 공유, 장진~후창~자성, 자성~중강진간 30호선과 공유
- 국도 제76호선 함흥신갈파진선 :함흥~장진간 74호선과 공유, 장진~삼수~신갈파진
- 국도 제77호선 함흥혜산진선 : 함흥~풍산~갑산~혜산진
- 국도 제78호선 북청풍산선 : 북청~풍산
- 국도 제79호선 성진혜산진선 : 성진~갑산~혜산
- 국도 제80호선 길주무산선 : 길주~합수(길주군 양사면)~무산
- 국도 제81호선 청진무산선 : 청진~부령간 4호선과 공유, 부령~무산
- 국도 제82호선 신의주압록강교선 : 신의주~압록강교
- 국도 제83호선 청성진청성교선 : 청성진(의주군 광평면)~청성교
- 국도 제84호선 초산초산교선 : 초산~초산교
- 국도 제85호선 만포진만포교선 : 만포진~만포교
- 국도 제86호선 자성자성교선 : 자성~자성교
- 국도 제87호선 중강진림강교선 : 중강진~임강교
- 국도 제88호선 신갈파진신갈파교선 : 신갈파진~신갈파교
- 국도 제89호선 혜산진장백교선 : 혜산~장백교
- 국도 제90호선 회령회령대교선 : 회령~회령대교
- 국도 제91호선 무산무산대교선 : 무산~무산대교
- 국도 제92호선 삼장삼장대교선 : 삼장(무산군 삼장면)~삼장대교

### 지방도
제14조에 따라 지방도의 노선은 다음과 같은 조건에서 하나라도 만족 할 경우 이를 관할 도지사가 인정하였다.
- 도청소재지에서 부·군청소재지에 달하는 노선
- 부·군청소재지 상호간을 연결하는 노선
- 도내의 비행장 또는 추요지·항구나루 또는 철도역과 밀접한 관계가 있는 비행장 또는 추요지·항구나루 또는 철도역에 달하는 노선
- 지방개발상 중요노선

또한 제19조 1항에 따라 노선을 지정한 조선총독이 노선의 관리 권한도 보유하였다. 단, 제19조 2항에 따라 부내를 통과하는 지방도의 노선은 총독이 아닌 부윤이 관리 권한을 보유하고, 부외의 지방도에 대해서도 부·도에서 인정한 노선과 중복 될 경우에도 마찬가지로 도로의 관리 권한은 국도와 마찬가지로 부윤이나 도지사에게 있었다.

### 부도
제15조에 따라 부·도의 노선의 지정 권한은 부윤에게 있었으며, 제19조 1항에 따라 관리 권한 역시 부윤에게 있었다.

### 읍면도
제16조에 따라 읍면도의 노선의 지정 권한은 읍면장에게 있었으며, 제19조 1항에 따라 관리 권한 역시 읍면장에게 있었다.

## 같이 보기
- 대한민국의 도로